# Reprezentacja Czech U-19 w piłce nożnej kobiet
Reprezentacja Czech U-19 w piłce nożnej kobiet – kobieca piłkarska reprezentacja Czech do lat 19. Największymi sukcesami reprezentacji jest zdobycie złota na mistrzostwach Europy w 1999, 2012 i 2015.

## Udział w turniejach międzynarodowych

### Mistrzostwa Europy
Czeskiej drużynie 2 razy udało się zakwalifikować do finałów ME.
| Rok   | Runda                   | M                       | W                       | R                       | P                       | GZ                      | GS                      |
| ----- | ----------------------- | ----------------------- | ----------------------- | ----------------------- | ----------------------- | ----------------------- | ----------------------- |
| 1998  | Nie zakwalifikowały się | Nie zakwalifikowały się | Nie zakwalifikowały się | Nie zakwalifikowały się | Nie zakwalifikowały się | Nie zakwalifikowały się | Nie zakwalifikowały się |
| 1999  | Nie zakwalifikowały się | Nie zakwalifikowały się | Nie zakwalifikowały się | Nie zakwalifikowały się | Nie zakwalifikowały się | Nie zakwalifikowały się | Nie zakwalifikowały się |
| 2000  | Nie zakwalifikowały się | Nie zakwalifikowały się | Nie zakwalifikowały się | Nie zakwalifikowały się | Nie zakwalifikowały się | Nie zakwalifikowały się | Nie zakwalifikowały się |
| 2001  | Nie zakwalifikowały się | Nie zakwalifikowały się | Nie zakwalifikowały się | Nie zakwalifikowały się | Nie zakwalifikowały się | Nie zakwalifikowały się | Nie zakwalifikowały się |
| 2002  | Nie zakwalifikowały się | Nie zakwalifikowały się | Nie zakwalifikowały się | Nie zakwalifikowały się | Nie zakwalifikowały się | Nie zakwalifikowały się | Nie zakwalifikowały się |
| 2003  | Nie zakwalifikowały się | Nie zakwalifikowały się | Nie zakwalifikowały się | Nie zakwalifikowały się | Nie zakwalifikowały się | Nie zakwalifikowały się | Nie zakwalifikowały się |
| 2004  | Nie zakwalifikowały się | Nie zakwalifikowały się | Nie zakwalifikowały się | Nie zakwalifikowały się | Nie zakwalifikowały się | Nie zakwalifikowały się | Nie zakwalifikowały się |
| 2005  | Nie zakwalifikowały się | Nie zakwalifikowały się | Nie zakwalifikowały się | Nie zakwalifikowały się | Nie zakwalifikowały się | Nie zakwalifikowały się | Nie zakwalifikowały się |
| 2006  | Nie zakwalifikowały się | Nie zakwalifikowały się | Nie zakwalifikowały się | Nie zakwalifikowały się | Nie zakwalifikowały się | Nie zakwalifikowały się | Nie zakwalifikowały się |
| 2007  | Nie zakwalifikowały się | Nie zakwalifikowały się | Nie zakwalifikowały się | Nie zakwalifikowały się | Nie zakwalifikowały się | Nie zakwalifikowały się | Nie zakwalifikowały się |
| 2008  | Nie zakwalifikowały się | Nie zakwalifikowały się | Nie zakwalifikowały się | Nie zakwalifikowały się | Nie zakwalifikowały się | Nie zakwalifikowały się | Nie zakwalifikowały się |
| 2009  | Nie zakwalifikowały się | Nie zakwalifikowały się | Nie zakwalifikowały się | Nie zakwalifikowały się | Nie zakwalifikowały się | Nie zakwalifikowały się | Nie zakwalifikowały się |
| 2010  | Nie zakwalifikowały się | Nie zakwalifikowały się | Nie zakwalifikowały się | Nie zakwalifikowały się | Nie zakwalifikowały się | Nie zakwalifikowały się | Nie zakwalifikowały się |
| 2011  | Nie zakwalifikowały się | Nie zakwalifikowały się | Nie zakwalifikowały się | Nie zakwalifikowały się | Nie zakwalifikowały się | Nie zakwalifikowały się | Nie zakwalifikowały się |
| 2012  | Nie zakwalifikowały się | Nie zakwalifikowały się | Nie zakwalifikowały się | Nie zakwalifikowały się | Nie zakwalifikowały się | Nie zakwalifikowały się | Nie zakwalifikowały się |
| 2013  | Nie zakwalifikowały się | Nie zakwalifikowały się | Nie zakwalifikowały się | Nie zakwalifikowały się | Nie zakwalifikowały się | Nie zakwalifikowały się | Nie zakwalifikowały się |
| 2014  | Nie zakwalifikowały się | Nie zakwalifikowały się | Nie zakwalifikowały się | Nie zakwalifikowały się | Nie zakwalifikowały się | Nie zakwalifikowały się | Nie zakwalifikowały się |
| 2015  | Nie zakwalifikowały się | Nie zakwalifikowały się | Nie zakwalifikowały się | Nie zakwalifikowały się | Nie zakwalifikowały się | Nie zakwalifikowały się | Nie zakwalifikowały się |
| 2016  | Nie zakwalifikowały się | Nie zakwalifikowały się | Nie zakwalifikowały się | Nie zakwalifikowały się | Nie zakwalifikowały się | Nie zakwalifikowały się | Nie zakwalifikowały się |
| 2017  | Nie zakwalifikowały się | Nie zakwalifikowały się | Nie zakwalifikowały się | Nie zakwalifikowały się | Nie zakwalifikowały się | Nie zakwalifikowały się | Nie zakwalifikowały się |
| 2018  | Nie zakwalifikowały się | Nie zakwalifikowały się | Nie zakwalifikowały się | Nie zakwalifikowały się | Nie zakwalifikowały się | Nie zakwalifikowały się | Nie zakwalifikowały się |
| 2019  | Nie zakwalifikowały się | Nie zakwalifikowały się | Nie zakwalifikowały się | Nie zakwalifikowały się | Nie zakwalifikowały się | Nie zakwalifikowały się | Nie zakwalifikowały się |
| 2022  | Faza Grupowa            | 3                       | 0                       | 0                       | 3                       | 0                       | 12                      |
| 2023  | Faza Grupowa            | 3                       | 0                       | 0                       | 3                       | 0                       | 10                      |
| Razem | Turniejów finał.        | 6                       | 0                       | 0                       | 6                       | 0                       | 22                      |

## Skład
Aktualny skład dostępny jest na stronie internetowej uefa.com